# Jägarförband

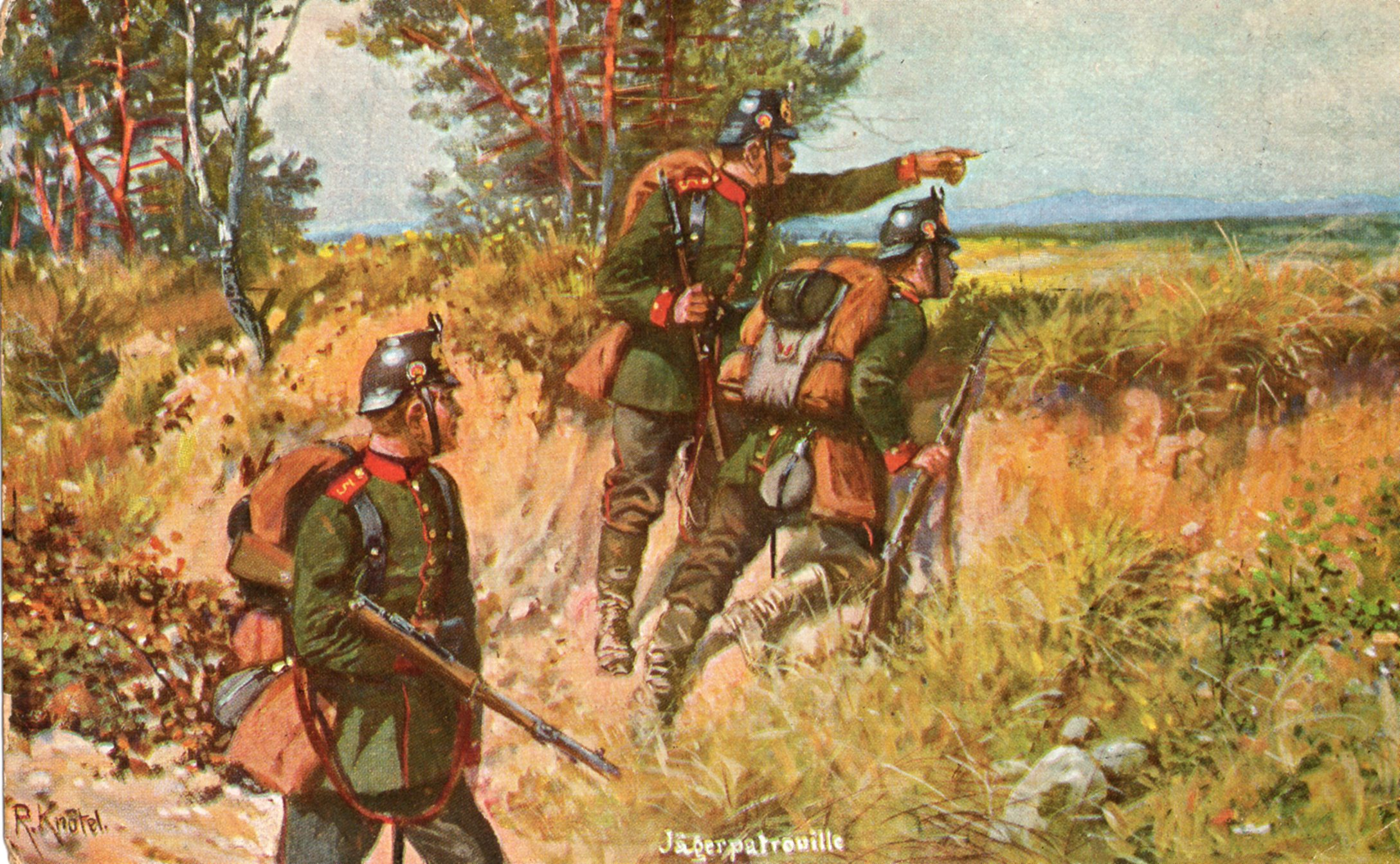
Tyska jägarsoldater cirka 1910. Richard Knötel.

Jägarförband är ett militärt förband med huvudsaklig kompetens och förmåga inom störstrid, rädföretag mot vitala mål och hindra strid som blir en del i en fördröjningsstridsoperation samt underrättelseinhämtning bakom fiendens linjer, på högre taktisk och/eller operativ nivå. Jägarverksamheten kan kategoriseras som både taktisk och operativ. Taktisk jägarverksamhet är strid eller underrättelseinhämtning i fiendens rygg inriktad möt deras ledning-, understöd- och underhållsförband. Operativ jägarverksamhet är att på ett stort djup i fiendens linjer bedriva strid eller underrättselseinhämtning mot järnvägsförbindelser, hamnar, broar, flygfält m.m. men också att säkra viktiga kommunikationspunkter i fiendens rygg. Jägarförband har också på senare tid även fått uppgifter inom Military Operations Other Than War (lågintensiv krigföring) samt att understödja specialförband i deras operationer. Jämfört med reguljära infanteriförband är jägarförbanden ett lättare infanteri som är flexiblare, uthålligare och har ett mer självständigt uppträdande.
Internationella jägarförband som exempelvis amerikanska US Army Rangers eller det brittiska Special Forces Support Group används ofta som understöd till specialförbanden, men kan också utföra självständiga uppgifter på djupet av fiendens gruppering. En stor skillnad mellan de svenska jägarförbanden och internationella jägarförband är att de senare är klassade som specialoperationsförband (SOF) och ingår som en del i specialförbandssystemet.

## Historisk utveckling
Jägarförbanden har fått sitt namn efter de soldater som tränades och utrustades för att använda jägarnas färdigheter i spaning och strid. År 1632 bildades det första jägarförbandet i det tyska grevskapet Hessen, där greve Wilhelm V av Hessen-Kassel samlade herrgårdsskyttar och skogsfogdar i en särskild enhet. Vid den här tiden stred det vanliga infanteriet i stora täta formationer i flera led och allt gjordes i takt med hjälp av trummor. Jägarförbanden användes istället tvärtom, det vill säga som små självständiga enheter i spridd ordning för spaning och strid bakom fiendens linjer, som utrustades med räfflade musköter med större precision och räckvidd än slättborrade. 

### Svenska krigsmakten

#### 1700-tal och 1800-tal

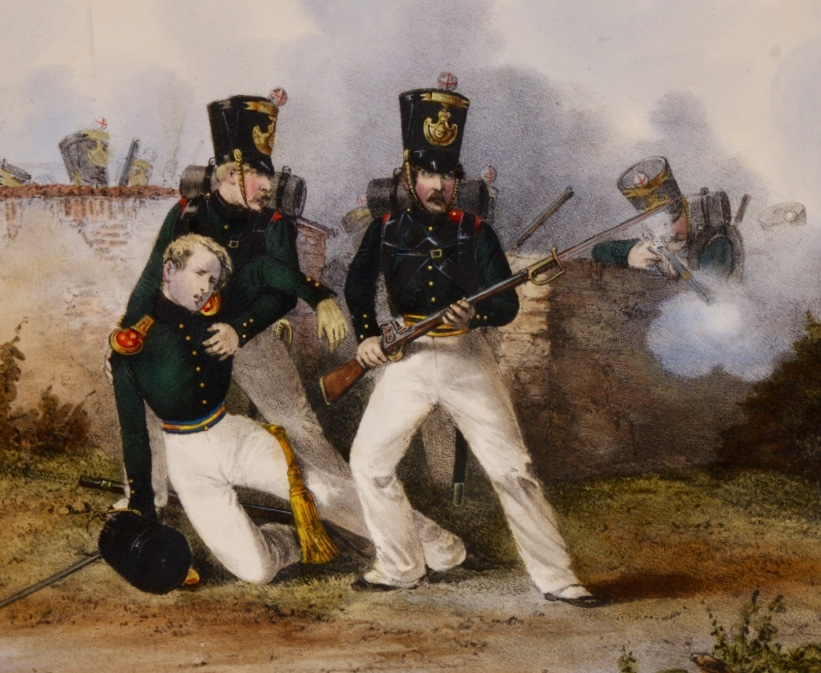
Soldater vid Värmlands fältjägarkår omkring 1840.

I svenska armén dök det första jägarbetonade förbandet upp under Pommerska kriget (1757–62), då officeren Jacob Magnus Sprengtporten satte upp en lätt blandad frikår med jägaruppgifter i svenska Pommern i Tyskland som bestod av fotburna och hästburna jägarsoldater. De fotburna jägarsoldaterna började efterhand kallas för fältjägare och de hästburna jägarsoldaterna för hästjägare. På 1780- och 90-talen uppsattes ett antal självständiga jägarförband i den svenska armén och efter Gustav III:s ryska krig (1788–90) försågs samtliga svenska infanteriregementen med jägarkompanier. Under andra hälften av 1800-talet började jägarkaraktären att urvattnas hos både fältjägar- och hästjägarförbanden, för att senare försvinna totalt vid seklets slut.

##### 1900-talet
De moderna jägarförbanden utvecklades ifrån commandoförbanden som utbildades både av den brittiska armén och av den brittiska marinkåren, rangerförbanden som utbildades av den amerikanska armén och Marine Raiders som utbildades av den amerikanska marinkåren. De flesta av dessa enheter lades sedan ned efter andra världskriget – g men flera av dessa enheter har idag återuppstått. I Sverige har även de finska Sissi-förbanden och fjärrpatrullerna haft stor betydelse av utvecklingen för de svenska jägarförbanden, eftersom flera svenska officerare och soldater deltog i finska vinterkriget (1939–1940). Det första förbandet i Sverige som utvecklades till ett modernt jägarförband var Norrbottens regementes (I 19) fjärde bataljon med namnet skidlöparbataljonen (I 19/IV) som organiserades i Boden 1910. Från början var skidlöparbataljonen ett lätt skytteförband avsedd för strid i ödemarksterräng, men bataljonen blev med tiden allt mer jägarbetonad och utvecklades till ett elitförband. År 1942 bytte skidlöparbataljonen namn till jägarbataljonen som senare utvecklades till kårjägarbataljoner och detachmentstab med självständiga jägarplutoner s.k. timmerhuggareförband (kallades senare för fristående jägarkompanier).
Även inom kavalleriet gjordes det försök med jägarliknade förband. Mellan åren 1929–1936 pågick en omfattande debatt om kavalleriets modernisering och olika organisationsformer som ryttar-, cykel- samt pansarbilsförband testades. Efter första världskriget hade försvaret insett att taggtråd och kulsprutor förhindrade kavalleriattacker. Men hästen var ändå till nytta genom att beridna enheter hade stor rörlighet och bra framkomlighet i terräng jämfört med dåtidens motorfordon. I 1937 års krigsorganisation ledde det fram till att ryttarregementena avvecklades och ersattes av kavalleribataljoner som inriktades mot underrättelseinhämtning bakom fiendens linjer samt ytövervakning, fördröjningsstrid och flankskydd inom eget behärskat område. Kavalleribataljonen var ett fördelningsförband som bestod av en motoriserad stab, en ryttarskvadron, en cykelskvadron och en pansarbilsskvadron som utbildades på Livregementet till häst (K 1), Livregementets husarer (K 3) och Norrlands dragonregemente (K4). 1942 började kavalleribataljonerna att avvecklas och ryttarskvadronerna ur kavalleribataljonerna från Livregementets husarer (K 3) och Norrlands dragonregemente (K 4) började utvecklas till beridna jägarskvadroner med inriktning mot underrättelseinhämtning och störstrid bakom fiendens linjer på fördelningsnivå. Ryttarskvadronerna från Livregementet till häst (K 1) utvecklades istället till ett garnisonsförband för beriden högvakt i Stockholm. Pansarbilskvadronerna ur kavalleribataljonerna överfördes till de nybildade pansartrupperna och cykelskvadronerna utvecklades till cykelskyttebataljoner som senare motoriserades med terrängfordon. 1943 flyttades jägarutbildningen av kårjägarbataljoner och detachmentstab med självständiga jägarplutoner (kallades senare för fristående jägarkompanier) från Boden till Kiruna och 1945 bildades Arméns jägarskola (JS).
På Livregementets husarer (K 3) avhästades de beridna jägarskvadronerna redan 1949 och utvecklades till fördelningsjägarskvadroner som utrustades med lätta terrängfordon på fördelningsnivå. De första fallskärmsjägarna började utbildas vid Fallskärmsjägarskolan 1952 som organiserades i detachmentstab med självständiga fallskärmsjägarplutoner (kallades senare för fristående fallskärmsjägarkompanier). 1955 avvecklades fördelningsjägarskvadronerna vid Livregementets husarer (K 3) och ersattes med en ny förbandstyp som kallades för motoriserade spaningsskvadroner. På Arméns jägarskola (JS) i Kiruna avvecklades kårjägarbataljonerna 1955 och utbildningen inriktades enbart mot fristående jägarkompanier som efterhand blev bandvagnsburna. Utbildningen av attackdykare (A-dyk) för flottans behov startades 1955 på Flottans Attackdykarskola vid Märsgarn. 1956 började utbildningen av kustjägare och attackdykare (KJ/A-dyk) som organiserades i fristående kustjägarkompanier vid Närförsvarsskolan ingåendes i Vaxholms kustartilleriregemente (KA 1) i Vaxholm, som 1959 döptes om till Kustjägarskolan.
År 1969 avhästades även Norrlands dragonregemente (K 4) och utvecklades till bandvagnsburna jägarskvadroner. Vid Arméns jägarskola (JS) i Kiruna utvecklades gränsjägarförband 1970 som organiserades i gränsjägarkompanier och fristående gränsjägarplutoner. 1970 avvecklades de fristående fallskärmsjägarkompanierna på Fallskärmsjägarskolan  och ersattes istället av fallskärmsjägarbataljoner. 1975 avvecklades de motoriserade spaningsskvadronerna vid Livregementets husarer (K 3) och ersattes av ny förbandstyp som kallades för jägarbataljoner. 1975 ombildades Arméns jägarskola (JS) till Lapplands jägarregemente (I 22) som fortsatte med utbildning av fristående jägarkompanier och gränsjägarförband. 1979 avvecklades Flottans Attackdykarskola vid Märsgarn och utbildning av attackdykare (A-dyk) för flottan överfördes till Kustjägarskolan vid Vaxholm (KA 1). 1980 avvecklades jägarskvadronerna vid Norrlands dragonregemente (K 4) och utvecklades mot en ny förbandstyp som kallades för norrlandsjägarbataljoner. Den sista försvarsgrenen som bildade jägarförband var flygvapnet som påbörjade utbildning av flygbasjägare 1983 på Flygbasjägarskolan vid Skaraborgs flygflottilj (F 7) som organiserades i flygbasjägarplutoner som organisatoriskt tillhörde basbataljonerna. 1983 avvecklades flottans attackdykare (A-dyk) på Kustjägarskolan vid Vaxholm (KA 1) och utgick därmed ur krigsorganisationen. 1985 började Livregementets husarer (K 3) och Lapplands jägarregemente (I 22) utbilda underrättelseinriktade jägarförband på fördelningsnivå som kallades för fördelningsunderrättelseskvadroner respektive fördelningsunderrättelsekompanier.
År 1990 lades Kustjägarskolan (KA 1) ned vid Vaxholm och samtidigt avvecklades de fristående kustjägarkompanierna i krigsorganisationen. De fristående kustjägarkompanierna blev istället Kustjägarkompanier inom Amfibiebataljonerna, specialiserade på anfallsstrid i skärgårdsmiljö och Amfibiebataljonernas manöverförband. Inom amfibiebataljonen fanns det två kustjägarkompanier och samtidigt frikopplades attackdykarna (KJ/A-dyk) från kustjägarkompanierna och utvecklades till spaningsplutoner som underställdes bataljonsledningen i respektive Amfibiebataljon. 1997 avvecklades jägarbataljonerna vid Livregementets husarer (K 3) och utvecklades till motoriserade jägarbataljoner med större eldkraft samt rörlighet, men samtidigt började även jägarkaraktären att urvattnas vid förbandet. De fristående jägarkompanierna vid Lapplands jägarregemente (I 22) började 1997 utvecklades till norrlandsjägarbataljoner (kallades också för lapplandsjägarbataljoner).

##### 2000-talet
År 2000 lades Lapplands jägarregemente (I 22) ned och därmed utgick norrlandsjägarbataljonerna från I 22, gränsjägarförbanden samt fördelningsunderrättelsekompanierna ur krigsorganisationen. Även inom kustjägarorganisationen blev det förändringar år 2000 och kustjägarkompaniet samt spaningsplutonen (KJ/A-dyk) vid det nyinrättade Amfibieregementet (Amf 1) i Vaxholm inriktades återigen mot jägaruppgifter inom Amfibiekåren. Fallskärmsjägarskolan började år 2000 utbilda insatsförband (kallades senare för FJS Insatskompani) med anställda soldater som efterhand ingick i Försvarsmaktens specialförband (FM SF) tillsammans med Särskilda Skyddsgruppen (SSG).
År 2004 avvecklades fördelningsunderrättelsejägarskvadronerna vid Livregementets husarer (K 3) och ersattes av en divisionsunderrättelsebataljon. Norrlands dragonregemente (K 4) avvecklades som regemente 2004 och därmed utgick norrlandsjägarbataljonerna ur krigsorganisationen. Norrlandsjägarbataljonerna ersattes istället med en ny förbandstyp som kallas för Arméns jägarbataljon (AJB) som utbildas vid ett detachement i Arvidsjaur som tillhör Norrbottens regemente (I 19) i Boden.  I samband med försvarsbeslutet 2004 överfördes Flygbasjägarskolan (FbjS) från F 7 Såtenäs till Blekinge flygflottilj (F 17) i Kallinge. År 2005 omlokaliserades Amfibieregementet (Amf 1) i Vaxholm till Berga med fortsatt utbildning av kustjägarkompanier och spaningsplutoner (KJ/A-dyk). Fallskärmsjägarbataljonen vid Fallskärmsjägarskolan avvecklades under 2006. År 2008 avvecklades de motoriserade jägarbataljonerna vid Livregementets husarer (K 3) och ersattes med ett lätt skytteförband med jägarkrav som kallades för luftburen bataljon. Den luftburna bataljonen hade stor rörlighet och en förmåga att snabbt förflytta sig över stora avstånd med hjälp av helikoptrar, transportflygplan eller egna fordon. Även divisionsunderrättelsebataljonen avvecklades 2008 vid Livregementets husarer (K 3) och ersattes av en ny förbandstyp som kallas för underrättelsebataljonen som skall förse försvarsmakten med tillfälligt sammansatta ISTAR-enheter. Fallskärmsjägarskolan lades ned 2008 och de värnpliktiga fallskärmsjägarna fick återigen en krigsplacering i underrättelsebataljonen som ett fallskärmsjägarkompani. År 2010 omorganiserades spaningsplutonen (KJ/A-dyk) vid Amfibieregementet (Amf 1) i Berga och blev återigen en del av kustjägarkompaniet. Flygbasjägarskolan vid Blekinge flygflottilj (F 17) i Kallinge avvecklades 2010 och flygbasjägarna organiserades sig om ett fristående flygbasjägarkompani.

## Svenska jägarförband
I Sverige har det funnits (och finns) ett antal olika typer av jägarförband:
- Fältjägare
- Hästjägare
- Lapplandsjägare (I 22)
- Norrlandsjägare (K 4)
- Jägarsoldat (K 3)
- Fallskärmsjägare (FJS)
- Kustjägare (inklusive attackdykare) (KJ)
- Flygbasjägare (FBJ)

Förutom jägarförbanden har det funnits (och finns) andra typer av elitförband av jägarkaraktär såsom arméns militärpolisjägare, spaningsförband, artillerijägare samt marinens Säkerhetskompani Sjö.

### Jägarförband under 1700- och 1800-talen
- Jämtlands fältjägarregemente (I 5)
- Jämtlands hästjägarregemente
- Västerbottens fältjägarkår (IXIX)
- Västerbottens fältjägarregemente (I 19)
- Norrbottens fältjägarkår (I 19)
- Värmlands fältjägarkår (I 26)
- Savolax fotjägarregemente
- Savolax lätta infanteriregemente
- Kajana jägarbataljon
- Karelska jägarkåren

### Jägarförband på 1980-talet
I mitten av 1980-talet var jägarorganisationen som störst i Sverige och det fanns sex olika utbildningsplatser som utbildade olika typer av jägarförband: 
- Lapplands jägarregemente (I 22) i Kiruna utbildade lapplandsjägare som krigsorganiserades i åtta gränsjägarkompanier, ett mindre antal fristående gränsjägarplutoner, åtta fristående jägarkompanier och två fördelningsunderrättelsekompanier för norra Sverige. Gränsjägarförbandens främsta stridsuppgifter var ytövervakning och fördröjningsstrid inom eget behärskat område längs med riksgränsen mot Finland och Norge, men förbandet kunde också i ett senare skede användas för underrättelseinhämtning och störstrid bakom fiendens linjer. De fristående jägarkompaniernas främsta stridsuppgifter var underrättelseinhämtning, men också störstrid bakom fiendens linjer inom Kalix försvarsområde eller Kiruna försvarsområde. Fördelningsunderrättelsekompaniernas främsta stridsuppgifter var också underrättelseinhämtning bakom fiendens linjer, men till skillnad mot de fristående jägarkompanierna var fördelningsunderrättelsekompanierna en fördelningsresurs för att ge underrättelser till de två fördelningarna som fanns i norra Sverige. Fördelningsunderrättelsekompanierna kunde även användas för störstrid bakom fiendens linjer.[2][5][6]
- Norrlands dragonregemente (K 4) i Arvidsjaur utbildade norrlandsjägare som krigsorganiserades i åtta norrlandsjägarbataljoner för norra Sverige med huvudinriktning mot störstrid, men också för underrättelseinhämtning bakom fiendens linjer.[2][18][19]
- Livregementets husarer (K 3) i Karlsborg utbildade jägare som krigsorganiserades i sex jägarbataljoner (även kallad för Jägarbataljon Syd) och fyra fördelningsunderrättelseskvadroner för södra och mellersta Sverige. De främsta stridsuppgifterna för jägarbataljonen var störstrid, men också för underrättelseinhämtning bakom fiendens linjer - andra stridsuppgifter för jägarbataljonen var ytövervakning, fördröjningsstrid och motanfall i mindre enheter inom eget behärskat område. Fördelningsunderrättelseskvadronernas främsta stridsuppgifter var underrättelseinhämtning, men också störstrid bakom fiendens linjer för att ge underrättelser till de fyra fördelningarna som fanns i södra och mellersta Sverige.[2][12][13]
- Fallskärmsjägarskolan (FJS) i Karlsborg utbildade fallskärmsjägare som krigsorganiserades i två fallskärmsjägarbataljoner med inriktning mot underrättelseinhämtning, men också störstrid bakom fiendens linjer på operativ/strategisk nivå.[2][12][14]
- Kustjägarskolan (KustJS) vid Vaxholms kustartilleriregemente (KA 1) utbildade kustjägare och attackdykare (KJ/A-dyk) som krigsorganiserades i åtta fristående kustjägarkompanier utmed Sveriges kuster med inriktning mot störstrid och underrättelseinhämtning bakom fiendens linjer - men kompaniet skulle också användas för ytövervakning/motanfall s.k. rensningsoperationer i mindre enheter samt begränsade anfallsuppgifter för att ta ett mindre brohuvud inom eget behärskat område.[2][15][16]
- Flygbasjägarskolan (FbjS) ingående i Skaraborgs flygflottilj (F 7) utbildade flygbasjägare som krigsorganiserades i drygt 30 flygbasjägarplutoner som ingick i flygvapnets basbataljoner (Basbat 85) i hela Sverige med inriktning mot ytövervakning/motanfall i mindre enheter s.k. stridsspaning samt fördröjningsstrid och eskorttjänst inom eget behärskat område. I varje basbataljon fanns 1-2 flygbasjägarplutoner.[2][20]
- Livgardets dragoner (K1) i Stockholm utbildade Militärpolisjägare (MPJ) vars uppgift var att bekämpa främmande makts sabotageförband. Förbandet var ett jägarförband med polisutbildning i syfte att kunna verka i skymningsläge/gråzon. Efter denna fas kunde förbandet verka genom jägarstrid eller andra specialoperationer. Soldaterna var beredskapskontrakterade i ca 10 år efter slutförd grundutbildning. Försöksledare var Dag Ernholdt som sedan upprättade SSG. På 90-talet flyttade förbandet till K3. Sedan 2004 är förbandet en del av MP/säk.

### Dagens jägarförband

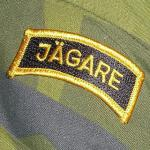
Utbildningstecken för jägare, så kallad "jägarbåge".

Dagens jägarorganisation utbildas vid fem utbildningsplatser och består två jägarbataljoner, en underrättelsebataljon, ett kustjägarkompani samt ett flygbasjägarkompani:
- Livregementets husarer (K 3) Har Fallskärmsjägare samt jägaruttagna underrättelsesoldater i 32. Underrättelsebataljonen. De organiserar också en bataljon jägarsoldater i den 31. Jägarbataljonen.[21]
- Norrlands dragonregemente (K 4) utbildar Norrlandsjägare i Arvidsjaur.
- Stockholms amfibieregemente (Amf 1) i Berga organiserar ett kustjägarkompani som ingår i amfibiebataljonen med inriktning mot underrättelseinhämtning, men kustjägarkompaniet kan också användas för störstrid bakom fiendens linjer.
- Älvsborgs amfibieregemente (Amf 4) i Göteborg organiserar ett säkerhetskompani sjö, tidigare benämnda som marinbasjägare, som verkar för säkerheten i marina miljöer med olika konventionella och okonventionella metoder.
- Blekinge flygflottilj (F 17) i Kallinge organiserar ett flygbasjägarkompani med inriktning mot undsättning (Personnel Recovery) bakom fiendens linjer samt ytövervakning och flygsäkring inom eget behärskat område.